# Chronologie de l'Argentine
Cet article est une version simplifiée de l'histoire de l'Argentine
1516 : Le navigateur espagnol Juan Díaz de Solís découvre le Rio de la Plata (la « rivière d’argent »).
1536 : Pedro de Mendoza fonde la première ville de Buenos Aires, qui sera bientôt détruite par les Indiens.
1580 : Fondation de la seconde ville de Buenos Aires par Juan de Garay. Développement de la colonisation espagnole.
1776 : Création de la vice-royauté espagnole du Río de la Plata, qui englobe l’Argentine, la Bolivie, le Paraguay et l'Uruguay actuels, avec Buenos Aires pour capitale.
1810 : Le vice-roi Baltasar Hidalgo de Cisneros est déposé par une Première Junte révolutionnaire.
1811 : Le Paraguay se déclare indépendant.
1816 : Sous l’impulsion du général San Martin, le congrès de Tucumán proclame l’indépendance des « Provinces-Unies du Rio de la Plata ». Celles-ci prendront le nom de Confédération argentine en 1831, puis de République argentine en 1860.
1825 : La Bolivie se déclare indépendante.
1825/1827 : Guerre de Cisplatine avec le Brésil
1828 : L'Uruguay accède à l’indépendance.
1829/1852 : Dictature du général Juan Manuel de Rosas.
1833 : L'Angleterre prend possession des îles Malouines ou Falkland et la France
1853 : José de Urquiza fait adopter une constitution fédérale et libérale.
1865/1870 : Guerre de la Triple Alliance (Argentine, Brésil, Uruguay) contre le Paraguay.
1878/1884 : « Guerre du Désert » contre les Indiens de la Pampa et de la Patagonie.
1880 : Buenos Aires devient la capitale fédérale de l’Argentine.
1902 : Arbitrage du roi Edouard VII délimitant la frontière entre l’Argentine et le Chili.
1930 : Le président Hipolito Yrigoyen (radical) est renversé par un coup d’État militaire.
1943 : Le colonel Juan Domingo Peron fait son entrée au gouvernement à la suite d’un nouveau coup d’État : il prend la direction du secrétariat du travail et de la prévoyance sociale, avant d’être nommé ministre de la guerre et vice-président l’année suivante.
1945 : Peron est arrêté et emprisonné, puis remis en liberté à la suite de manifestations organisées par la CGT. Celles-ci ont été encouragées par sa maîtresse, Eva Duarte (dite Evita), qu’il épousera quelques jours plus tard.
1946 : Élu président de la République, Peron instaure un régime fondé sur le « justicialisme » (mélange de réformisme social et de nationalisme autoritaire).
1952 : Evita meurt d’un cancer à l’âge de trente-trois ans.
1955 : Peron est contraint de s’exiler à la suite d’un coup d’État militaire.
1973 : Rappelé au pouvoir, Peron fait élire sa troisième épouse, Isabel, comme vice-présidente.
1974 : Peron meurt moins d’un an après son retour au pouvoir, laissant la présidence à Isabel.
1976 : Isabel est renversée à son tour par un coup d’État militaire.
1982 : Guerre des Malouines (ou Falkland) entre l’Angleterre et l’Argentine : les troupes argentines occupent l’archipel, avant de capituler au bout de soixante-quatorze jours.
1983 : L’élection du président Raul Alfonsin (radical) consacre le retour du pays à la démocratie, après sept ans de dictature militaire.
1989/1999 : Présidence de Carlos Menem (péroniste de droite).
1991 : Signature du traité d’Asuncion : l’Argentine, le Brésil, le Paraguay et l’Uruguay décident de se regrouper au sein du « Mercosur » (Marché commun du Sud).
1999/2003 : Grave crise politique, économique et sociale, consécutive aux mesures d’austérité imposées par le FMI : cinq présidents se succèdent en moins de quatre ans.
2003 : Nestor Kirchner (péroniste de gauche) est élu président de la République.
2006 : Sérieuse détérioration des relations avec l'Uruguay avec la guerre du papier.
2007: En octobre, Cristina Kirchner remporte les élections présidentielles.